# Gueberschwihr
Gueberschwihr je občina v departmaju Haut-Rhin francoske regije Alzacija.
Leta 1990 je v občini živelo 703 oseb oz. 79 oseb/km².